# Félix Laurent
Félix Laurent, né le 12 janvier 1821 à Langeais et mort le 18 novembre 1905 à Tours, est un peintre français.

## Biographie
Félix Laurent est le fils de François Laurent, gendarme à cheval, et de Catherine Greff.
Il devient le conservateur du Musée des Beaux-Arts de Tours et directeur de l'École supérieure des beaux-arts et conservateur du Musée des Beaux-Arts de Tours.
Sous sa direction (1876 à 1905), l'école accède au statut d'école régionale des beaux-arts (en 1881) et 6 de ses élèves obtiennent le Prix de Rome (Edmond Grasset, Laloux, Roulleau, Chiquet, Sicard, Chaussemiche).
Il meurt au musée à l'âge de 83 ans.

## Distinction
- Officier d'académie en 1878
- Officier de l'instruction publique en 1884
- Diplôme d'honneur à l'exposition de la Louisiane en 1885
- Médaille d'or à l'exposition universelle de 1900
- Chevalier de l'ordre national de la Légion d'honneur en 1900[4].